# Le Syndicat
Le Syndicat ([lə sɛ̃diˈka] ) ist eine französische Gemeinde mit 1859 Einwohnern (Stand: 1. Januar 2022) im Département Vosges in der Region Grand Est (bis 2015 Lothringen). Sie gehört zum Arrondissement Épinal (bis 2024 Saint-Dié-des-Vosges) und ist Mitglied im Gemeindeverband Communauté de communes des Hautes Vosges. Die Bewohner werden Syndiciens und Syndiciennes genannt.

## Geografie
Die Gemeinde Le Syndicat liegt in den Vogesen, etwa sieben Kilometer östlich der Stadt Remiremont.
Das langgezogene Gemeindegebiet von Le Syndicat umfasst im Norden einen Abschnitt des unteren Cleurietales bis zur Mündung in die Moselotte. Das Ufer der Cleurie bildet dabei auf sieben Kilometer Länge die nordwestliche Gemeindegrenze. Die bis zu 800 Meter Meereshöhe erreichenden Bergrücken östlich des Cleurietales sind ebenfalls Bestandteil der Gemeinde. Zur Gemeinde gehört auch das bis zu 1000 Meter breite Moselottetal südlich des Kernortes und die anschließenden, bis zu 822 m aufragenden Berge. Fast 70 % des 18,25 km² großen Gemeindeareals sind bewaldet. Es handelt sich um Anteile an den großen zusammenhängenden Forsten Forêt de Housseramont im Nordosten und Forêt de Longegoutte im Süden der Gemeinde. In den Tallagen an der Moselotte herrscht Ackerbau (Getreide- und Futtermittelanbau) vor, während an den Hängen und im engeren Cleurietal überwiegend Weidewirtschaft betrieben wird. Auch in höheren Lagen finden sich noch vereinzelte Bergbauernhöfe.
Die Gemeinde ist neben dem Kernort in folgende Ortsteile unterteilt:
- Bémont – an der Cleurie und unmittelbar nördlich an den Kernort anschließend
- Champé – südlich des Kernortes, am gegenüberliegenden Ufer der Moselotte
- Le Chanois – zwei Kilometer südwestlich des Kernortes an der Moselotte
- Julienrupt – fünf Kilometer nördlich des Kernortes an der Cleurie
- Nol – drei Kilometer südwestlich des Kernortes an der Moselotte, Vagney gegenüberliegend
- Peccavilliers – zwei Kilometer südwestlich des Kernortes an der Moselotte, Saint-Amé gegenüberliegend

Nachbargemeinden von Le Syndicat sind Cleurie und La Forge im Norden, Le Tholy im Nordosten, Vagney im Osten, Dommartin-lès-Remiremont im Südwesten sowie Saint-Amé im Westen.

## Geschichte
Die Gemeinde entstand 1790 aus den Weilern und Höfen zwischen Vagney und Saint-Amé sowie aus der Siedlung Julienrupt. Der Name der neuen Gemeinde war damals Syndicat-de-Saint-Amé. Julienrupt hatte damals schon eine Pfarrei und eine Kirche, die bis heute die einzige im Gemeindebereich geblieben ist. Nol gehört zum Pfarrbereich von Vagney, während alle anderen Ortsteile in Saint-Amé eingepfarrt sind (dazu gehört auch der damals Bréhavillers genannte heutige Kernort). In den Nachrevolutionsjahren 1794 / 1795 hieß die Gemeinde Commune des Sables de Cleurie. Ihren heutigen Namen erhielt sie per kaiserlichem Dekret im Jahr 1868.
Die Erwerbsgrundlagen waren lange Zeit die Landwirtschaft, insbesondere die Viehhaltung sowie zahlreiche Granitsteinbrüche an der unteren Cleurie und an der Moselotte.

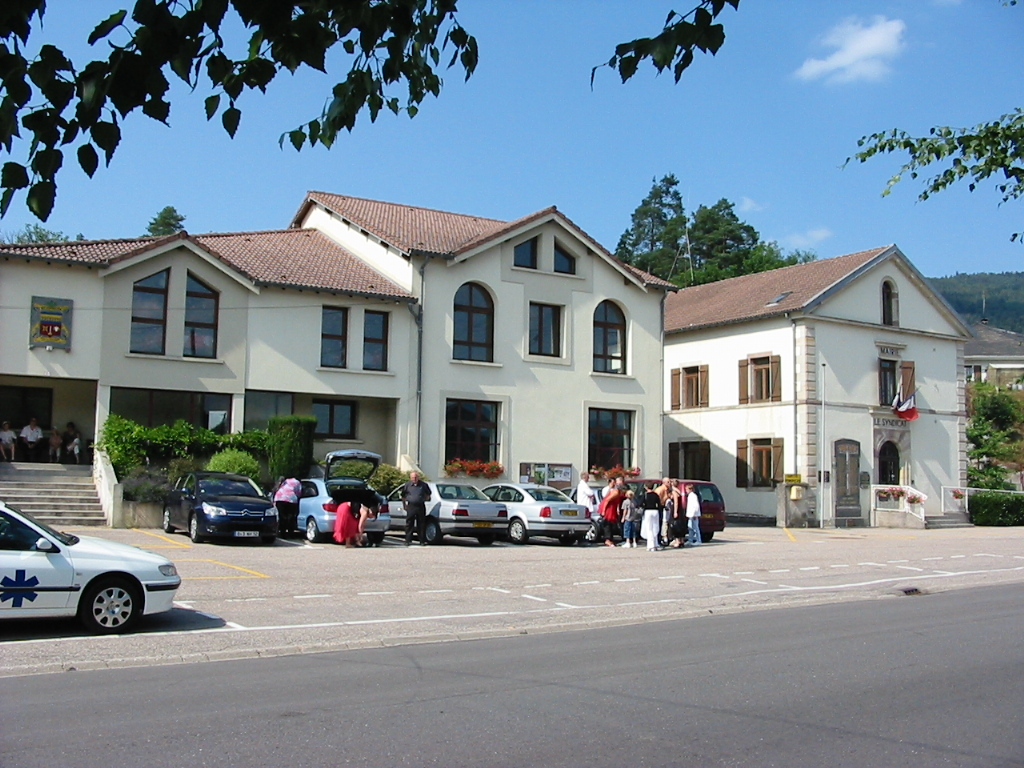
Rathaus (Mairie) und Gemeindefestsaal

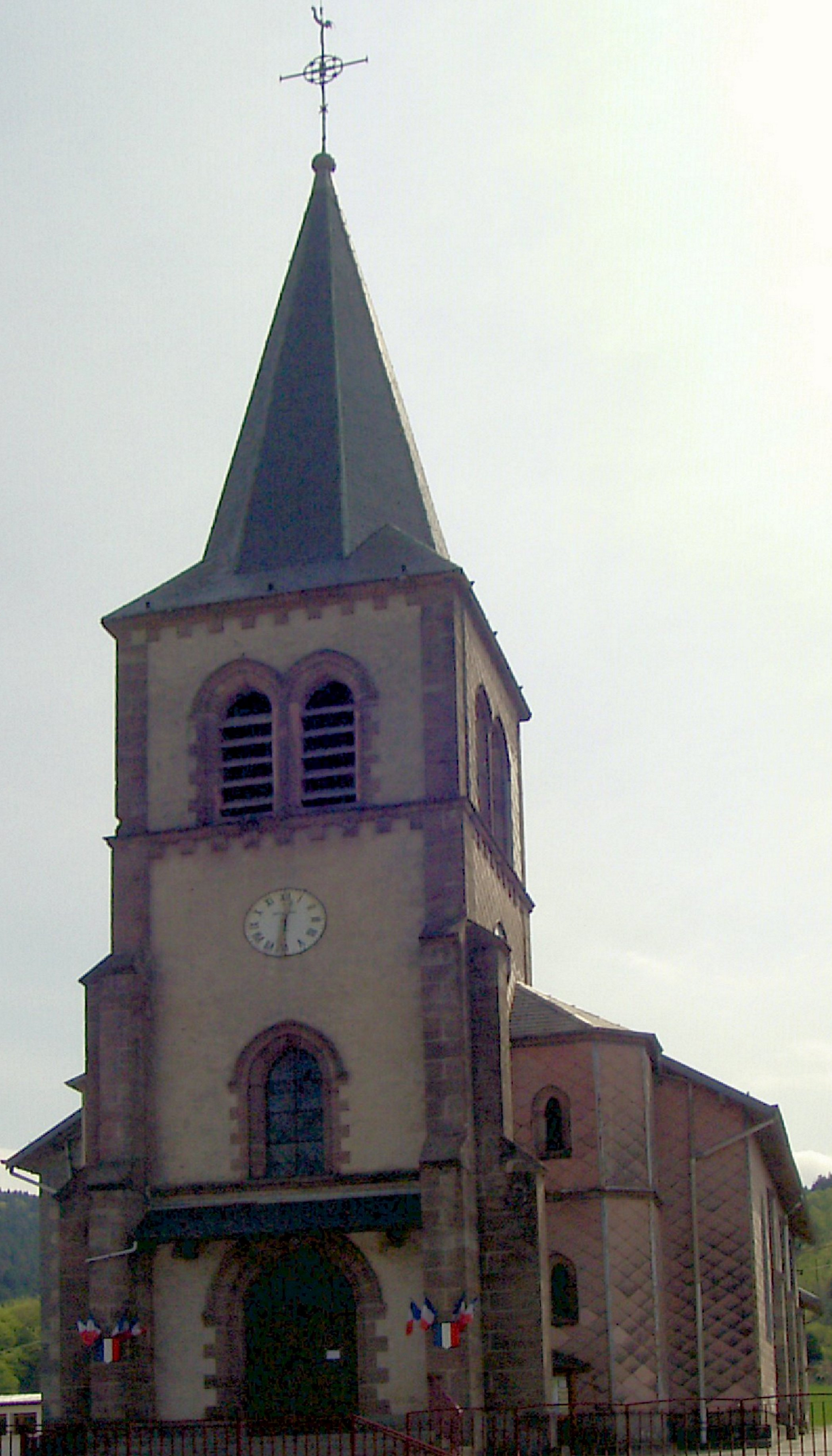
Kirche St. Klara im Ortsteil Julienrupt

### Wappen
Die neun Säulen des goldenen Aquäduktes symbolisieren die neun Teile der Gemeinde (sieben Ortsteile und zwei Waldregionen). Der Hammer steht für die Arbeit in den Granitsteinbrüchen, das Mühleisen für die Nutzung der Wasserkraft der Flüsse Cleurie und Moselotte. Der Widderkopf charakterisiert den Wildreichtum der ausgedehnten Wälder im Gemeindegebiet.

### Bevölkerungsentwicklung
| Jahr      | 1962 | 1968 | 1975 | 1982 | 1990 | 1999 | 2006 | 2013 | 2021 |
| Einwohner | 1513 | 1602 | 1716 | 1754 | 1770 | 1801 | 1889 | 1929 | 1876 |

Im Jahr 1793 wurde mit 692 Bewohnern die bisher niedrigste Einwohnerzahl ermittelt. Die Zahlen basieren auf den Daten von cassini.ehess und INSEE.

## Sehenswürdigkeiten
- Kirche St. Klara (Église Sainte-Claire) im Ortsteil Julienrupt aus dem 19. Jahrhundert

## Wirtschaft und Infrastruktur
Le Syndicat ist heute eine Gemeinde mit zahlreichen mittelständischen Industriebetrieben. Zur Palette der in der Gemeinde hergestellten Produkte gehören Granitplatten, Spezialnägel, Holzartikel, Obstbrände, Bettwäsche sowie Haushaltsgeräte (Marke Tefal unter dem Dach der Groupe SEB). Die kleinen Gewerbegebiete sind über das ganze Gemeindegebiet verteilt. Darüber hinaus verfügt die Gemeinde über Pensionen und Ferienhäuser. In Le Syndicat gibt es zwei Bäckereien, zwei Metzger, einen Juwelier, einen Fischhändler und ein Geschäft für Haushaltsgeräte. In der Gemeinde sind außerdem zwölf Landwirtschaftsbetriebe ansässig (Gemüseanbau, Milchwirtschaft, Rinderzucht).
In Le Syndicat zweigt die Fernstraße D 43 nach Saulxures-sur-Moselotte und La Bresse von der die Vogesen durchquerenden Fernstraße D 417 (Remiremont-Gérardmer-Colmar) ab. Südlich der Moselotte verbindet die D 23 Saint-Amé mit Vagney. Vom Ortsteil Nol führt eine Straße über den 550 Meter hohen Col de Chenau nach Dommartin-lès-Remiremont. Der nächste Bahnhof liegt in der sieben Kilometer entfernten Stadt Remiremont.

## Belege
1. ↑  Le Syndicat auf vosges-archives.com (Memento vom 27. Januar 2016 im Internet Archive), PDF-Datei, französisch
2. ↑  Wappenbeschreibung auf genealogie-lorraine.fr, französisch
3. ↑  Le Syndicat auf cassini.ehess
4. ↑  Le Syndicat auf INSEE
5. ↑  Landwirtschaftsbetriebe auf annuaire-mairie.fr (französisch)